# Nogometni klub Marsonia 1909
Il Nogometni klub Marsonia 1909, conosciuto semplicemente come Marsonia, è una squadra di calcio, nata nel 1976 come NK Croatia, di Slavonski Brod, il capoluogo della regione di Brod e della Posavina in Croazia.

## Storia

### MV Croatia
La società viene fondata nel 1976 come Croatia Slavonski Brod. Il club aggiunge le iniziali "MV" dopo la guerra d'indipendenza croata in onore ai due suoi membri Miroslav Marić ed Ante Vrbat che hanno perso la vita lottando contro l'esercito serbo che tentava di occupare la città di Slavonski Brod.
Il MV Croatia trascorre la maggior parte della sua storia nei campionati minori della Croazia ed il suo maggior successo è la partecipazione alla Druga HNL 2010–11.
In questo periodo (1976-2011), il colore sociale del club è il blu.

### Marsonia 1909
Il 1º agosto 2011, il MV Croatia si fonde con la principale squadra della città, il Marsonia, ben più ricca di tradizione, di successi e di tifosi rispetto ai blu, ma in piena crisi economica e caduta nei campionati minori della regione di Brod e della Posavina.
Nasce così il NK Marsonia 1909 (1909 è l'anno di fondazione della squadra più anziana) che prende il titolo sportivo del MV Croatia ed i colori (bianco-nero) dell'altra. Il NK Marsonia continua ad esistere come seconda squadra del Marsonia 1909.

## Strutture

### Stadio
Il Marsonia utilizza il Gradski stadion uz Savu (stadio cittadino lungo la Sava). L'impianto è stato rinnovato nel 2017, mentre nel 2020 si è costruita una nuova tribuna nel lato est con 900 posti di fronte al campo principale e circa 300 posti per il campo ausiliario. Sono previsti piani aggiuntivi per spogliatoi e la costruzione di nuovi stand.

## Palmarès
- Treća HNL:

2019-20 (Est)
- Quarta divisione

2014-15 (MŽNL RL Slavonije i Baranje)
- 1. ŽNL Brodsko-posavska (prima divisione regionale)

2006-07; 2007-08
- Kup Županijskog nogometnog saveza Brodsko-posavske županije (coppa della regione di Brod e della Posavina)

2013; 2016; 2019